# Tamás Szabó
Tamás József Szabó (ur. 30 października 1956 w Zircu) – węgierski teolog i historyk, generał brygady armii węgierskiej, biskup polowy Węgier w latach 2001–2007.

## Życiorys
W 1978 roku ukończył Kolegium Handlu Zagranicznego w Budapeszcie. Odbył zasadniczą służbę wojskową i przez kilka lat pracował w handlu zagranicznym. W 1982 roku wstąpił do seminarium duchownego w Győr. W czasie formacji kleryckiej odbył studia na Papieskim Uniwersytecie Gregoriańskim w Rzymie. W 1988 roku przyjął święcenia kapłańskie i został duchownym diecezji Győr.
Zajmował się pracą dydaktyczną w seminariach duchownych. W 1990 roku otrzymał licencjat z historii. Był prefektem w seminariach duchownych w Győr i w Budapeszcie oraz profesorem na Katolickim Uniwersytecie Pétera Pázmánya. W 1993 roku obronił doktorat z teologii. W latach 90. XX wieku pracował w dyplomacji Stolicy Apostolskiej. Pełnił funkcję osobistego sekretarza nuncjusza apostolskiego na Węgrzech i Mołdawii, arcybiskupa Karla Josefa Raubera.
Pracę akademicką i w dyplomacji papieskiej łączył z działalnością duszpasterską w parafiach archidiecezji Esztergom-Budapeszt i diecezji Győr oraz aktywnym uczestnictwem w katolickim ruchu charyzmatycznym na Węgrzech. W 2001 roku został nominowany biskupem polowym Węgier. W 2002 roku przyjął sakrę biskupią w Budapeszcie oraz otrzymał awans na generała brygady armii węgierskiej.
W 2007 roku złożył na ręce papieża Benedykta XVI rezygnację z funkcji biskupa polowego Węgier motywując to względami osobistymi. W tym samym roku wystąpił ze stanu kapłańskiego i ożenił się. W armii węgierskiej został przeniesiony w stan spoczynku.
Obecnie pracuje jako wykładowca i profesor nadzwyczajny na Wydziale Historycznym Uniwersytetu Węgier Zachodnich w Sopronie.